# Antoni Auleitner

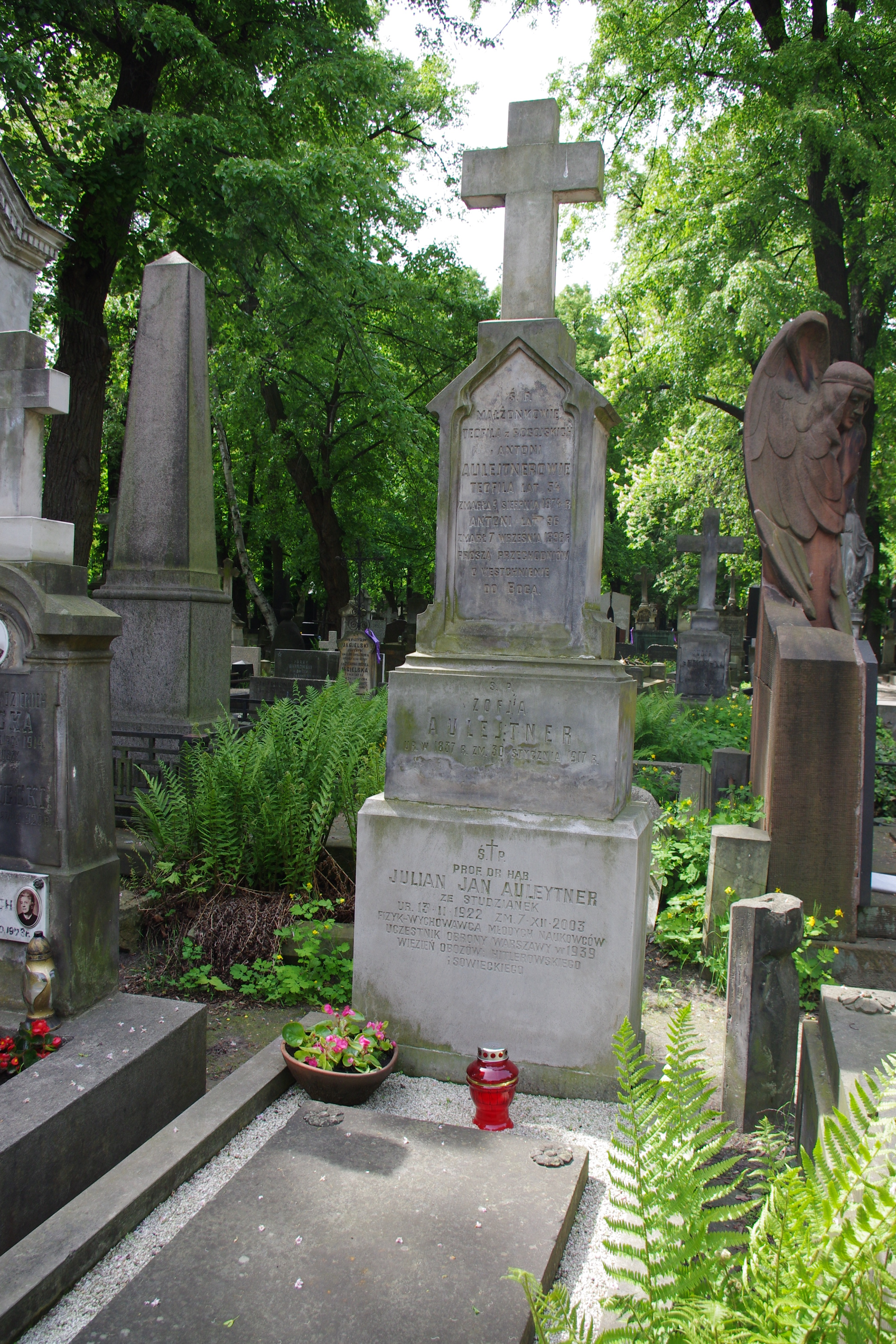
Grobowiec rodzinny Auleytnerów na warszawsich Powązkach

Antoni Walery Izydor Auleitner (ur. 13 grudnia 1801 w Siedlcach, zm. 7 września 1898 w Warszawie) – polski leśnik, popularyzator wiedzy leśnej.

## Życiorys
Był synem Antoniego i Marianny z Białostockich. Uczęszczał do szkoły wydziałowej pijarów w Łukowie, następnie studiował na Uniwersytecie Warszawskim i w Szkole Szczegółowej Leśnictwa przy uniwersytecie. Od grudnia 1821 pracował w administracji lasów rządowych Królestwa Polskiego, początkowo jako praktykant w kancelarii nadleśniczego naczelnego, następnie adiunkt przy urządzaniu lasów. W latach 1832–1835 pozostawał poza służbą rządową, być może odsunięty za udział w powstaniu listopadowym lub udzielanie pomocy powstańcom. Po przywróceniu do pracy był m.in. nadleśniczym w leśnictwie we Włocławku (do 1841, kiedy został „karnie oddalony”), nadleśniczym w leśnictwie w Warszawie (1853–1858), asesorem przy rządzie gubernialnym radomskim i asesorem przy rządzie gubernialnym warszawskim. Przeszedł na emeryturę w styczniu 1867. Grób A. Auleitnera znajduje się na warszawskich Powązkach.
W przerwach w pracy w lasach rządowych pracował w leśnictwie prywatnym (także po przejściu na emeryturę). Porównując zarządzanie rządowe i prywatne wystosował w 1862 krytyczny memoriał, wskazując na gorszy poziom gospodarki leśnej i konieczność reform leśnictwa rządowego. Opublikował szereg prac dotyczących leśnictwa, m.in. podręcznik Gospodarstwo leśne, czyli proste zasady hodowania, urządzania i ochrony lasów oraz korzystnego z nich użytkowania ze szczególną uwagą na lasy prywatne dla użytku właścicieli ziemiańskich, rządców dóbr i leśniczych praktycznie wyłożone (1845). Publikacja ta była efektem doświadczeń zawodowych autora, wykorzystywała także obcą literaturę fachową, głównie niemiecką, dzięki czemu stanowiła czołową pozycję w polskiej literaturze o leśnictwie; w 1853 ukazało się drugie wydanie. Ponadto Auleitner ogłosił m.in. Przewodnik leśny, czyli zbiór treściwy najważniejszych działań gospodarczych ze stosownym podziałem przedmiotów oraz wskazaniem właściwego czasu, w jakim dla utrzymania w dobrym stanie lasów wykorzystane być mają (...), ułożony dla użytku rządców dóbr, nadleśnych i leśniczych (1850). Publikował także artykuły na łamach „Korespondenta Rolniczego, Handlowego i Przemysłowego” (dodatku do „Gazety Codziennej”), „Gazety Rolniczej”, „Przeglądu Leśniczego”, „Tygodnika Rolniczego”, „Sylwana”, „Roczników Gospodarstwa Krajowego”. Członek korespondent Galicyjskiego Towarzystwa Gospodarskiego (1851–1898).

## Publikacje
- Uwagi nad wartością lasów („Sylwan”, 1830)
- Rzut oka na gospodarstwo obecne w lasach ziemiańskich w Polsce i na przyszłe ich urządzenie („Rocznik Gospodarstwa Krajowego”, 1844)
- O szkodliwych skutkach zaniedbania dozoru leśnego i wpływie pańszczyzny na stan lasów prywatnych („Rocznik Gospodarstwa Krajowego”, 1849)
- Środki praktyczne zagospodarowania lasów prywatnych („Rocznik Gospodarstwa Krajowego”, 1858)
- O potrzebie intensywnego leśnego gospodarstwa i zarazem oszczędnego obchodzenia się z drzewem wobec kopalń i torfu („Tygodnik Rolniczy”, 1879)

Ponadto dla Encyklopedii rolnictwa i wiadomości związek z nim mających opracował zagadnienia ochrony i urządzania lasów, w poznańskim „Przeglądzie Leśniczym” opublikował zarys historii lasów rządowych w Królestwie Polskim (1876). Zmarł w Warszawie w wieku 97 lat; tradycje rodzinne kontynuował syn Wacław, również leśnik.